# Rudno (powiat bydgoski)
Rudno – osada leśna (leśniczówka) w Polsce położona w województwie kujawsko-pomorskim, w powiecie bydgoskim, w gminie Koronowo.

## Podział administracyjny
W latach 1975–1998 osada należała administracyjnie do województwa bydgoskiego.

## Demografia
Według danych Urzędu Gminy Koronowo (XII 2015 r.) osada liczyła 5 mieszkańców.